# 第7回ヒューストン映画批評家協会賞
第7回ヒューストン映画批評家協会賞は2013年の映画を対象としており、2013年12月8日にノミネーションが発表され、同年12月15日に受賞者が発表された。

## 受賞一覧
太字が受賞である。

### 作品賞トップ10
- 1位 - 『それでも夜は明ける』
  - 2位 - 『ゼロ・グラビティ』
  - 3位 - 『アメリカン・ハッスル』
  - 4位 - 『ネブラスカ ふたつの心をつなぐ旅』
  - 5位 - 『ダラス・バイヤーズクラブ』
  - 6位 - 『インサイド・ルーウィン・デイヴィス 名もなき男の歌』
  - 7位 - 『ビフォア・ミッドナイト』
  - 8位 - 『フルートベール駅で』
  - 9位 - 『ウォルト・ディズニーの約束』
  - 10位 - 『オール・イズ・ロスト 〜最後の手紙〜』

### 監督賞
- アルフォンソ・キュアロン - 『ゼロ・グラビティ』
  - コーエン兄弟 - 『インサイド・ルーウィン・デイヴィス 名もなき男の歌』
  - スティーヴ・マックイーン - 『それでも夜は明ける』
  - ポール・グリーングラス - 『キャプテン・フィリップス』
  - アレクサンダー・ペイン - 『ネブラスカ ふたつの心をつなぐ旅』

### 主演男優賞
- キウェテル・イジョフォー - 『それでも夜は明ける』
  - マシュー・マコノヒー - 『ダラス・バイヤーズクラブ』
  - ロバート・レッドフォード - 『オール・イズ・ロスト 〜最後の手紙〜』
  - マッツ・ミケルセン - 『偽りなき者』
  - クリスチャン・ベール - 『アメリカン・ハッスル』

### 主演女優賞
- サンドラ・ブロック - 『ゼロ・グラビティ』
  - ジュディ・デンチ - 『あなたを抱きしめる日まで』
  - エマ・トンプソン - 『ウォルト・ディズニーの約束』
  - メリル・ストリープ - 『8月の家族たち』
  - ブリー・ラーソン - 『ショート・ターム』

### 助演男優賞
- ジャレッド・レト - 『ダラス・バイヤーズクラブ』
  - マイケル・ファスベンダー - 『それでも夜は明ける』
  - ジェームズ・ガンドルフィーニ - 『おとなの恋には嘘がある』
  - バーカッド・アブディ - 『キャプテン・フィリップス』
  - マシュー・マコノヒー - 『MUD -マッド-』

### 助演女優賞
- ルピタ・ニョンゴ - 『それでも夜は明ける』
  - ジューン・スキッブ - 『ネブラスカ ふたつの心をつなぐ旅』
  - オプラ・ウィンフリー - 『大統領の執事の涙』
  - ジェニファー・ローレンス - 『アメリカン・ハッスル』
  - オクタヴィア・スペンサー - 『フルートベール駅で』

### 脚本賞
- ジョン・リドリー - 『それでも夜は明ける』
  - エリック・ウォーレン・シンガー、デヴィッド・O・ラッセル - 『アメリカン・ハッスル』
  - ジュリー・デルピー、イーサン・ホーク、リチャード・リンクレイター - 『ビフォア・ミッドナイト』
  - スパイク・ジョーンズ - 『her/世界でひとつの彼女』
  - コーエン兄弟 - 『インサイド・ルーウィン・デイヴィス 名もなき男の歌』

### 撮影賞
- エマニュエル・ルベツキ - 『ゼロ・グラビティ』
  - ブリュノ・デルボネル - 『インサイド・ルーウィン・デイヴィス 名もなき男の歌』
  - ロジャー・ディーキンス - 『プリズナーズ』
  - ショーン・ボビット - 『それでも夜は明ける』
  - フランク・G・デマルコ - 『オール・イズ・ロスト 〜最後の手紙〜』

### アニメ映画賞
- 『アナと雪の女王』
  - 『モンスターズユニバーシティ』
  - 『怪盗グルーのミニオン危機一発』
  - 『風立ちぬ』
  - 『クルードさんちのはじめての冒険』

### 外国語映画賞
- 『偽りなき者』  デンマーク
  - 『アデル、ブルーは熱い色』  フランス
  - 『グランド・マスター』  香港
  - 『風立ちぬ』  日本
  - 『少女は自転車にのって』  サウジアラビア

### 作曲賞
- スティーヴン・プライス - 『ゼロ・グラビティ』
  - アーケイド・ファイア - 『her/世界でひとつの彼女』
  - ハンス・ジマー - 『それでも夜は明ける』
  - ハンス・ジマー - 『マン・オブ・スティール』
  - トーマス・ニューマン - 『ウォルト・ディズニーの約束』

### 主題歌賞
- "Please Mr. Kennedy" - 『インサイド・ルーウィン・デイヴィス 名もなき男の歌』
  - 「アイ・シー・ファイア」- 『ホビット 竜に奪われた王国』
  - 「レット・イット・ゴー」 - 『アナと雪の女王』
  - "The Moon Song" - 『her/世界でひとつの彼女』
  - 「ヤング・アンド・ビューティフル」 - 『華麗なるギャツビー』

### ドキュメンタリー映画賞
- 『バックコーラスの歌姫たち』
  - Blackfish
  - 『物語る私たち』
  - 『アクト・オブ・キリング』
  - 『みんなのための資本論』

### 最低映画賞
- 『アダルトボーイズ 遊遊白書』
  - 『ダイ・ハード/ラスト・デイ』
  - 『ローン・レンジャー』
  - 『エンド・オブ・ホワイトハウス』
  - Scary Movie 5

### 技術賞
- 『ゼロ・グラビティ』

### 映画への貢献
- エリック・ハリソン

### 人道賞
- エドワード・ジェームズ・オルモス

### 功労賞
- コーエン兄弟